# Sclerochiton hirsutus
Sclerochiton hirsutus är en akantusväxtart som beskrevs av K. Vollesen. Sclerochiton hirsutus ingår i släktet Sclerochiton och familjen akantusväxter. Inga underarter finns listade i Catalogue of Life.